# Mùa giải quần vợt năm 2004 của Roger Federer
Roger Federer vô địch ba giải Grand Slam trong năm 2004. Danh hiệu đầu tiên là tại Giải quần vợt Úc Mở rộng, nơi anh giành chiến thắng trước Marat Safin, 7–6(3), 6–4, 6–2. Anh tiếp tục giành danh hiệu Wimbledon thứ hai với chiến thắng trước Andy Roddick, 4–6, 7–5, 7–6(3), 6–4. Ngoài ra, Federer đánh bại nhà vô địch Mỹ Mở rộng 2001 Lleyton Hewitt tại Giải quần vợt Mỹ Mở rộng để giành danh hiệu Mỹ Mở rộng đầu tiên trong sự nghiệp, 6–0, 7–6(3), 6–0. Cũng trong mùa giải này, Federer vô địch ba giải ATP Masters 1000, một trên sân đất nện tại Hamburg, và hai trên sân cứng tại Indian Wells và Canada. Federer cũng giành danh hiệu ATP 500 tại Dubai, và kết thúc năm với chiến thắng trước Lleyton Hewitt tại Tennis Masters Cup. Federer là tay vợt đầu tiên vô địch ba giải Grand Slams trong một mùa giải kể từ Mats Wilander vào năm 1988.
Federer trở thành tay vợt nam đầu tiên trong Kỷ nguyên Mở vô địch ít nhất ba giải Grand Slam và Tennis Masters Cup (ATP Finals hiện nay).

## Tóm tắt năm
Năm 2004, Federer đã có một trong những năm thống trị và thành công nhất trong Kỷ nguyên Mở của quần vợt nam hiện đại. Anh vô địch ba trong bốn giải Grand Slam ở nội dung đơn, không để thua một trận nào trước tay vợt xếp hạng trong top 10, giành chiến thắng tất cả các trận chung kết mà anh lọt vào, và được vinh danh là ITF Tennis World Champion. Thành tích thắng–thua của anh trong năm là 74–6 với 11 danh hiệu, bao gồm ba Grand Slam và ba danh hiệu ATP Masters Series.

### Mùa giải sân cứng đầu năm
Federer tham dự Giải quần vợt Úc Mở rộng 2004 với tư cách là hạt giống số 2 sau tay vợt người Mỹ Andy Roddick. Ở vòng 4, anh đã lội ngược dòng để đánh bại cựu số 1 thế giới và tay vợt chủ nhà Lleyton Hewitt sau khi để thua set đầu. David Nalbandian, người đã thắng Federer năm trong sáu lần chạm trán gần nhất, là đối thủ của anh ở vòng tứ kết. Federer đã vượt qua tay vợt người Argentina sau bốn set căng thẳng. Ở vòng bán kết, Federer dễ dàng đánh bại tay vợt số 3 thế giới Juan Carlos Ferrero để lọt vào trận chung kết Úc Mở rộng đầu tiên trong sự nghiệp. Tại đây, đối thủ của anh là cựu số 1 thế giới và nhà vô địch Mỹ Mở rộng 2000 Marat Safin. Sau khi thắng set đầu trong loạt tiebreaker, Federer thắng nốt hai set sau với tỷ số 6–4, 6–2 để lên ngôi vô địch. Đây là danh hiệu Úc Mở rộng đầu tiên và danh hiệu Grand Slam thứ 2 trong sự nghiệp của anh. Chiến thắng này cũng giúp anh soán ngôi Roddick để trở thành tay vợt số 1 thế giới vào ngày 2 tháng 2 năm 2004, vị trí mà anh nắm giữ trong 237 tuần liên tiếp đến ngày 18 tháng 8 năm 2008.
Federer sau đó bị Tim Henman đánh bại ở vòng tứ kết giải Rotterdam Open.
Tuy nhiên, Federer nhanh chóng lấy lại phong độ vào tháng 3, khi anh vô địch giải Dubai Tennis Championships, đánh bại Marat Safin ở vòng 1 và tay vợt người Tây Ban Nha Feliciano López trong trận chung kết.
Giải đấu tiếp theo mà anh tham dự là giải Masters ở Indian Wells, California. Federer bước vào Indian Wells với tham vọng giành danh hiệu Masters đầu tiên kể từ sau Hamburg Masters 2002. Federer đã không để thua một set đấu nào cho đến vòng bán kết, nơi anh đối đầu với huyền thoại người Mỹ Andre Agassi. Agassi thắng set đầu, nhưng Federer đã lội ngược dòng để có lần đầu tiên lọt vào trận chung kết ở Indian Wells. Trong trận chung kết Pacific Life Open 2004, anh đánh bại Tim Henman sau hai set để vô địch giải đấu.
Năm 2004 cũng là năm đầu tiên anh gặp tay vợt trẻ và cũng là kình địch tương lai Rafael Nadal, người đã đánh bại Federer trong lần chạm trán đầu tiên của họ ở Miami.

### Mùa giải sân đất nện
Federer chọn không tham dự Monte Carlo và quyết định bắt đầu mùa giải sân đất nện của anh tại Rome Masters. Tuy nhiên, anh đã bị Albert Costa, nhà vô địch Giải quần vợt Pháp Mở rộng 2002, đánh bại ở vòng 2.
Federer tiếp tục tham dự giải Hamburg Masters. Anh lần lượt đánh bại cựu số 1 thế giới Carlos Moyá và Lleyton Hewitt ở vòng tứ kết và bán kết. Anh sau đó đánh bại tay vợt số 3 thế giới Guillermo Coria trong trận chung kết để giành danh hiệu Hamburg thứ 2 trong sự nghiệp và kết thúc chuỗi 31 trận thắng liên tiếp trên sân đất nện của Coria.
Anh tham dự Giải quần vợt Pháp Mở rộng với tư cách là hạt giống số 1 lần đầu tiên tại một giải Grand Slam, nhưng thua ở vòng 3 trước cựu số 1 thế giới Gustavo Kuerten.

### Mùa giải sân cỏ
Federer tham dự ở Halle với tư cách là đương kim vô địch và nhanh chóng củng cố vị thế của anh là tay vợt sân cỏ hàng đầu. Anh không để thua một set nào trong suốt giải đấu và đánh bại tay vợt người Mỹ Mardy Fish một cách thuyết phục trong trận chung kết với tỷ số 6–0, 6–3.
Sau chức vô địch tại giải đấu sân cỏ ở Halle, Federer tham dự Giải quần vợt Wimbledon với tư cách là đương kim vô địch. Federer có cơ hội trở thành tay vợt nam đầu tiên bảo vệ thành công danh hiệu tại Wimbledon kể từ sau Pete Sampras (1999–2000). Tay vợt người Thụy Sĩ chỉ để thua một set trên hành trình lọt vào trận chung kết giải đấu. Anh đánh bại tay vợt số 2 thế giới Andy Roddick để giành chức vô địch trong trận chung kết bốn set đầy kịch tính. Roddick đã chơi rất tốt với những cú giao bóng mạnh và giành chiến thắng ở set đầu. Ở set hai, Federer sớm vượt lên dẫn trước 4–0, nhưng Roddick đã cân bằng lại tỷ số 4–4. Cuối cùng, Federer phá vỡ thế bế tắc ở game thứ 12 trước Roddick để cân bằng tỷ số tỷ số giữa các set đấu một đều. Set ba phải được quyết định trong loạt tiebreaker với phần thắng thuộc về tay vợt người Thụy Sĩ. Federer kết thúc trận đấu sau khi giành chiến thắng ở set bốn để giành danh hiệu Grand Slam thứ 3 trong sự nghiệp.

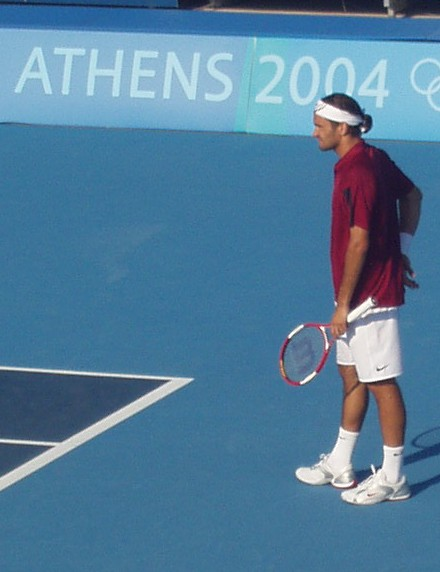
Federer tại Thế vận hội Mùa hè 2004.

### Mùa giải sân cứng mùa hè
Giải đấu đầu tiên của Federer sau Wimbledon là Giải quần vợt Thụy Sĩ Mở rộng ở Gstaad. Federer tham dự giải đấu sân đất nện này vì đây là giải đấu lớn tại quê nhà Thụy Sĩ của anh. Anh đều tham dự ở Gstaad trong giai đoạn 1998–2003 nhưng chưa bao giờ vô địch. Nhưng điều đó đã thay đổi vào năm 2004 khi Federer đánh bại Igor Andreev để có lần đầu tiên vô địch một giải đấu ở Thụy Sĩ trong sự nghiệp.
Federer sau đó vô địch giải Canada Masters ở Toronto sau khi đánh bại Andy Roddick trong trận chung kết với tỷ số 7–5, 6–3. Đây là danh hiệu Masters thứ 4 trong sự nghiệp và cũng là danh hiệu đầu tiên của anh ở Canada.
Chuỗi 23 trận thắng liên tiếp của Federer bất ngờ kết thúc ở vòng 1 giải Cincinnati Masters khi anh để thua trước tay vợt người Slovakia Dominik Hrbaty.
Federer tham dự Thế vận hội Athens với tư cách là hạt giống số 1 và được coi là ứng cử viên sáng giá nhất, nhưng anh để thua ở vòng 2 trước tay vợt trẻ người Cộng hòa Séc Tomáš Berdych. Đây là trận thua cuối cùng của Federer trong mùa giải 2004.
Federer tham dự Giải quần vợt Mỹ Mở rộng 2004 với tư cách là hạt giống số 1 và mục tiêu giành chức vô địch Mỹ Mở rộng đầu tiên trong sự nghiệp. Federer dễ dàng vượt qua bốn vòng đấu đầu tiên trước khi đối đầu với Andre Agassi ở vòng tứ kết. Anh đã phải trải qua một trận đấu năm set kịch tính với tay vợt người Mỹ. Hai set đấu đầu tiên kết thúc với phần thắng chia đều cho cả hai tay vợt. Ở set ba, khi tỷ số đang là 5–5, Federer đã bẻ được break và sau đó giành chiến thắng set này. Agassi gỡ lại ở set bốn nhưng cuối cùng Federer đã giành chiến thắng ở set năm quyết định. Ở vòng bán kết, Federer dễ dàng vượt qua Tim Henman sau ba set. Federer giành danh hiệu đơn Mỹ Mở rộng đầu tiên trong sự nghiệp sau khi đánh bại Lleyton Hewitt, 6–0, 7–6(3), 6–0, trong trận chung kết. Đây là một trong những màn trình diễn áp đảo nhất trong lịch sử Mỹ Mở rộng khi Federer là tay vợt đầu tiên thắng hai set trắng trong trận chung kết kể từ năm 1884.

### Mùa giải sân cứng mùa thu
Federer bắt đầu mùa giải sân cứng mùa thu của anh tại giải Thailand Open. Anh vượt qua tay vợt chủ nhà Paradorn Srichaphan sau ba set để đối đầu với tay vợt số 2 thế giới Andy Roddick trong trận chung kết. Tại đây, anh đã dễ dàng đánh bại tay vợt người Mỹ với tỷ số 6–4, 6–0. Đây là chiến thắng thứ 12 liên tiếp của anh trong các trận chung kết, qua đó cân bằng với kỷ lục mọi thời đại của Björn Borg và John McEnroe. Đây cũng là danh hiệu thứ 10 của Federer trong năm 2004.
Federer chọn không tham dự giải Madrid Masters để tập trung vào mục tiêu lần đầu tiên vô địch giải đấu quê nhà Swiss Indoors ở Basel. Tuy nhiên, ngay trước khi giải đấu ở Basel bắt đầu, Federer bị đứt sợi cơ ở đùi trái và buộc phải rút lui. Chấn thương này cũng khiến anh không thể tham dự giải Paris Masters.
Sau sáu tuần không thi đấu, anh trở lại thi đấu tại giải Tennis Masters Cup ở Houston. Federer được vinh danh là hạt giống số 1 và được dùng bữa trưa với cựu Tổng thống George H. W. Bush. Anh là đương kim vô địch của giải đấu và nằm ở Bảng Đỏ cùng với hai tay vợt cựu số 1 thế giới Carlos Moyá và Lleyton Hewitt cũng như đương kim vô địch Giải quần vợt Pháp Mở rộng Gastón Gaudio. Anh thắng cả ba trận vòng bảng với thành tích chỉ để thu duy nhất một set, và đối đầu với Marat Safin ở vòng bán kết. Federer giành chiến thắng ở set đầu. Set hai phải bước vào loạt tiebreaker. Trong loạt tiebreaker, Federer đã giành chiến thắng tỷ số không tưởng 20–18 sau 27 phút. Loạt tiebreaker với tổng cộng 38 điểm này đã cân bằng với loạt tie-break dài nhất trong lịch sử quần vợt giữa Borg-Lall tại Wimbledon 1973 và Ivanisevic-Nestor tại Mỹ Mở rộng 1993. Trong trận chung kết, Federer đánh bại Lleyton Hewitt lần thứ sáu trong năm với tỷ số 6–3, 6–2. Đây là chiến thắng thứ 13 liên tiếp của anh trong các trận chung kết, qua đó vượt qua kỷ lục mà anh đồng nắm giữ với Borg và McEnroe.

## Thành tích mùa giải
Federer giành 11 danh hiệu trong năm 2004, bao gồm ba danh hiệu Grand Slam, ba danh hiệu ATP Masters, và Tennis Masters Cup. Anh là tay vợt đầu tiên giành ba danh hiệu Grand Slam trong cùng một năm kể từ sau Mats Wilander vào năm 1988. Thành tích thắng–thua của Federer trong mùa giải 2004 là 74–6, đây là tỷ lệ phần trăm chiến thắng tốt nhất của bất kỳ tay vợt nào kể từ khi Ivan Lendl đạt 74–6 vào năm 1986.
Năm 2016, ATP đã vinh danh mùa giải này là mùa giải hay nhất trong sự nghiệp của Federer. Trong năm này, Federer đã giành chiến thắng 91.6% trong các game giao bóng của anh, cũng như giành được 34.8% trong số các điểm trả giao bóng một và cứu được 72.6% break point mà anh phải đối mặt.

## Các trận đấu

### Grand Slam
| Giải đấu                   | Vòng | Kết quả   | Đối thủ             | Tỷ số                   |
| -------------------------- | ---- | --------- | ------------------- | ----------------------- |
| Giải quần vợt Úc Mở rộng   | V1   | Thắng     | Alex Bogomolov      | 6–3, 6–4, 6–0           |
| Giải quần vợt Úc Mở rộng   | V2   | Thắng     | Jeff Morrison       | 6–2, 6–3, 6–4           |
| Giải quần vợt Úc Mở rộng   | V3   | Thắng     | Todd Reid           | 6–3, 6–0, 6–1           |
| Giải quần vợt Úc Mở rộng   | V4   | Thắng     | Lleyton Hewitt      | 4–6, 6–3, 6–0, 6–4      |
| Giải quần vợt Úc Mở rộng   | TK   | Thắng     | David Nalbandian    | 7–5, 6–4, 5–7, 6–3      |
| Giải quần vợt Úc Mở rộng   | BK   | Thắng     | Juan Carlos Ferrero | 6–4, 6–1, 6–4           |
| Giải quần vợt Úc Mở rộng   | CK   | Thắng (2) | Marat Safin         | 7–6(7–3), 6–4, 6–2      |
| Giải quần vợt Pháp Mở rộng | V1   | Thắng     | Kristof Vliegen     | 6–1, 6–2, 6–1           |
| Giải quần vợt Pháp Mở rộng | V2   | Thắng     | Nicolas Kiefer      | 6–3, 6–4, 7–6(8–6)      |
| Giải quần vợt Pháp Mở rộng | V3   | Thua      | Gustavo Kuerten     | 4–6, 4–6, 4–6           |
| Wimbledon                  | V1   | Thắng     | Alex Bogdanovic     | 6–3, 6–3, 6–0           |
| Wimbledon                  | V2   | Thắng     | Alejandro Falla     | 6–1, 6–2, 6–0           |
| Wimbledon                  | V3   | Thắng     | Thomas Johansson    | 6–3, 6–4, 6–3           |
| Wimbledon                  | V4   | Thắng     | Ivo Karlović        | 6–3, 7–6(7–3), 7–6(7–5) |
| Wimbledon                  | TK   | Thắng     | Lleyton Hewitt      | 6–1, 6–7(1–7), 6–0, 6–4 |
| Wimbledon                  | BK   | Thắng     | Sébastien Grosjean  | 6–2, 6–3, 7–6(8–6)      |
| Wimbledon                  | CK   | Thắng (3) | Andy Roddick        | 4–6, 7–5, 7–6(7–3), 6–4 |
| Giải quần vợt Mỹ Mở rộng   | V1   | Thắng     | Albert Costa        | 7–5, 6–2, 6–4           |
| Giải quần vợt Mỹ Mở rộng   | V2   | Thắng     | Marcos Baghdatis    | 6–2, 6–7(4–7), 6–3, 6–1 |
| Giải quần vợt Mỹ Mở rộng   | V3   | Thắng     | Fabrice Santoro     | 6–0, 6–4, 7–6(9–7)      |
| Giải quần vợt Mỹ Mở rộng   | V4   | Thắng     | Andrei Pavel        | Bỏ cuộc trước trận đấu  |
| Giải quần vợt Mỹ Mở rộng   | TK   | Thắng     | Andre Agassi        | 6–3, 2–6, 7–5, 3–6, 6–3 |
| Giải quần vợt Mỹ Mở rộng   | BK   | Thắng     | Tim Henman          | 6–3, 6–4, 6–4           |
| Giải quần vợt Mỹ Mở rộng   | CK   | Thắng (4) | Lleyton Hewitt      | 6–0, 7–6(7–3), 6–0      |

### Tất cả các trận đấu

#### Đơn
| Trận | Giải đấu                 | Quốc gia | Ngày bắt đầu | Thể loại | Điều kiện  | Mặt sân | Vòng       | Đối thủ               | Kết quả | Tỷ số                   |
| 347  | Giải quần vợt Úc Mở rộng | Úc       | 19/1         | GS       | Ngoài trời | Cứng    | V128       | Alex Bogomolov Jr.    | T       | 6–3, 6–4, 6–0           |
| 348  | Giải quần vợt Úc Mở rộng | Úc       | 19/1         | GS       | Ngoài trời | Cứng    | V64        | Jeff Morrison         | T       | 6–2, 6–3, 6–4           |
| 349  | Giải quần vợt Úc Mở rộng | Úc       | 19/1         | GS       | Ngoài trời | Cứng    | V32        | Todd Reid             | T       | 6–3, 6–0, 6–1           |
| 350  | Giải quần vợt Úc Mở rộng | Úc       | 19/1         | GS       | Ngoài trời | Cứng    | V16        | Lleyton Hewitt        | T       | 4–6, 6–3, 6–0, 6–4      |
| 351  | Giải quần vợt Úc Mở rộng | Úc       | 19/1         | GS       | Ngoài trời | Cứng    | TK         | David Nalbandian      | T       | 7–5, 6–4, 5–7, 6–3      |
| 352  | Giải quần vợt Úc Mở rộng | Úc       | 19/1         | GS       | Ngoài trời | Cứng    | BK         | Juan Carlos Ferrero   | T       | 6–4, 6–1, 6–4           |
| 353  | Giải quần vợt Úc Mở rộng | Úc       | 19/1         | GS       | Ngoài trời | Cứng    | Thắng (1)  | Marat Safin           | T       | 7–6(3), 6–4, 6–2        |
| 354  | ROM v. SUI NTG Vòng 1    | Romania  | 6/2          | DC       | Trong nhà  | Đất nện | V1         | Victor Hănescu        | T       | 7–6(4), 6–3, 6–1        |
| 355  | ROM v. SUI NTG Vòng 1    | Romania  | 6/2          | DC       | Trong nhà  | Đất nện | V1         | Andrei Pavel          | T       | 6–3, 6–2, 7–5           |
| 356  | Rotterdam                | Hà Lan   | 16/2         | 500      | Trong nhà  | Cứng    | V32        | Arnaud Clément        | T       | 6–4, 6–3                |
| 357  | Rotterdam                | Hà Lan   | 16/2         | 500      | Trong nhà  | Cứng    | V16        | Andrei Pavel (2)      | T       | 7–6(2), 7–5             |
| 358  | Rotterdam                | Hà Lan   | 16/2         | 500      | Trong nhà  | Cứng    | TK         | Tim Henman            | B       | 3–6, 6–7(9)             |
| 359  | Dubai                    | U.A.E.   | 1/3          | 500      | Ngoài trời | Cứng    | V32        | Marat Safin (2)       | T       | 7–6(2), 7–6(4)          |
| 360  | Dubai                    | U.A.E.   | 1/3          | 500      | Ngoài trời | Cứng    | V16        | Tommy Robredo         | T       | 6–3, 6–4                |
| 361  | Dubai                    | U.A.E.   | 1/3          | 500      | Ngoài trời | Cứng    | TK         | Andrei Pavel (3)      | T       | 6–3, 6–3                |
| 362  | Dubai                    | U.A.E.   | 1/3          | 500      | Ngoài trời | Cứng    | BK         | Jarkko Nieminen       | T       | 7–6(7), 6–2             |
| 363  | Dubai                    | U.A.E.   | 1/3          | 500      | Ngoài trời | Cứng    | Thắng (2)  | Feliciano López       | T       | 4–6, 6–1, 6–2           |
| -    | Indian Wells Masters     | Hoa Kỳ   | 8/3          | 1000     | Ngoài trời | Cứng    | V128       | Miễn                  | -       |                         |
| 364  | Indian Wells Masters     | Hoa Kỳ   | 8/3          | 1000     | Ngoài trời | Cứng    | V64        | Andrei Pavel (4)      | T       | 6–1, 6–1                |
| 365  | Indian Wells Masters     | Hoa Kỳ   | 8/3          | 1000     | Ngoài trời | Cứng    | V32        | Fernando González     | T       | 6–3, 6–2                |
| 366  | Indian Wells Masters     | Hoa Kỳ   | 8/3          | 1000     | Ngoài trời | Cứng    | V16        | Mardy Fish            | T       | 6–4, 6–1                |
| 367  | Indian Wells Masters     | Hoa Kỳ   | 8/3          | 1000     | Ngoài trời | Cứng    | TK         | Juan Ignacio Chela    | T       | 6–2, 6–1                |
| 368  | Indian Wells Masters     | Hoa Kỳ   | 8/3          | 1000     | Ngoài trời | Cứng    | BK         | Andre Agassi          | T       | 4–6, 6–3, 6–4           |
| 369  | Indian Wells Masters     | Hoa Kỳ   | 8/3          | 1000     | Ngoài trời | Cứng    | Thắng (3)  | Tim Henman            | T       | 6–3, 6–3                |
| -    | Miami Masters            | Hoa Kỳ   | 22/3         | 1000     | Ngoài trời | Cứng    | V128       | Miễn                  | -       |                         |
| 370  | Miami Masters            | Hoa Kỳ   | 22/3         | 1000     | Ngoài trời | Cứng    | V64        | Nikolay Davydenko     | T       | 6–2, 3–6, 7–5           |
| 371  | Miami Masters            | Hoa Kỳ   | 22/3         | 1000     | Ngoài trời | Cứng    | V32        | Rafael Nadal          | B       | 3–6, 3–6                |
| 372  | SUI v. FRA NTG Tứ kết    | Thụy Sĩ  | 9/4          | DC       | Trong nhà  | Cứng    | TK         | Nicolas Escudé        | T       | 6–2, 6–4, 6–4           |
| 373  | SUI v. FRA NTG Tứ kết    | Thụy Sĩ  | 9/4          | DC       | Trong nhà  | Cứng    | TK         | Arnaud Clément (2)    | T       | 6–2, 7–5, 6–4           |
| 374  | Rome Masters             | Ý        | 3/5          | 1000     | Ngoài trời | Đất nện | V64        | Jonas Björkman        | T       | 7–6(4), 6–3             |
| 375  | Rome Masters             | Ý        | 3/5          | 1000     | Ngoài trời | Đất nện | V32        | Albert Costa          | B       | 6–3, 3–6, 2–6           |
| 376  | Hamburg Masters          | Đức      | 10/5         | 1000     | Ngoài trời | Đất nện | V64        | Gastón Gaudio         | T       | 6–1, 5–7, 6–4           |
| 377  | Hamburg Masters          | Đức      | 10/5         | 1000     | Ngoài trời | Đất nện | V32        | Nicolás Lapentti      | T       | 6–3, 6–3                |
| 378  | Hamburg Masters          | Đức      | 10/5         | 1000     | Ngoài trời | Đất nện | V16        | Fernando González (2) | T       | 7–5, 6–1                |
| 379  | Hamburg Masters          | Đức      | 10/5         | 1000     | Ngoài trời | Đất nện | TK         | Carlos Moyá           | T       | 6–4, 6–3                |
| 380  | Hamburg Masters          | Đức      | 10/5         | 1000     | Ngoài trời | Đất nện | BK         | Lleyton Hewitt (2)    | T       | 6–0, 6–4                |
| 381  | Hamburg Masters          | Đức      | 10/5         | 1000     | Ngoài trời | Đất nện | Thắng (4)  | Guillermo Coria       | T       | 4–6, 6–4, 6–2, 6–3      |
| 382  | Roland Garros            | Pháp     | 24/5         | GS       | Ngoài trời | Đất nện | V128       | Kristof Vliegen       | T       | 6–1, 6–2, 6–1           |
| 383  | Roland Garros            | Pháp     | 24/5         | GS       | Ngoài trời | Đất nện | V64        | Nicolas Kiefer        | T       | 6–3, 6–4, 7–6(6)        |
| 384  | Roland Garros            | Pháp     | 24/5         | GS       | Ngoài trời | Đất nện | V32        | Gustavo Kuerten       | B       | 4–6, 4–6, 4–6           |
| 385  | Halle                    | Đức      | 7/6          | 250      | Ngoài trời | Cỏ      | V32        | Thomas Johansson      | T       | 6–3, 6–2                |
| 386  | Halle                    | Đức      | 7/6          | 250      | Ngoài trời | Cỏ      | V16        | Mikhail Youzhny       | T       | 6–2, 6–1                |
| 387  | Halle                    | Đức      | 7/6          | 250      | Ngoài trời | Cỏ      | TK         | Arnaud Clément (3)    | T       | 6–3, 7–5                |
| 388  | Halle                    | Đức      | 7/6          | 250      | Ngoài trời | Cỏ      | BK         | Jiří Novák            | T       | 6–3, 6–4                |
| 389  | Halle                    | Đức      | 7/6          | 250      | Ngoài trời | Cỏ      | Thắng (5)  | Mardy Fish (2)        | T       | 6–0, 6–3                |
| 390  | Wimbledon                | Anh      | 21/6         | GS       | Ngoài trời | Cỏ      | V128       | Alex Bogdanovic       | T       | 6–3, 6–3, 6–0           |
| 391  | Wimbledon                | Anh      | 21/6         | GS       | Ngoài trời | Cỏ      | V64        | Alejandro Falla       | T       | 6–1, 6–2, 6–0           |
| 392  | Wimbledon                | Anh      | 21/6         | GS       | Ngoài trời | Cỏ      | V32        | Thomas Johansson (2)  | T       | 6–3, 6–4, 6–3           |
| 393  | Wimbledon                | Anh      | 21/6         | GS       | Ngoài trời | Cỏ      | V16        | Ivo Karlović          | T       | 6–3, 7–6(3), 7–6(5)     |
| 394  | Wimbledon                | Anh      | 21/6         | GS       | Ngoài trời | Cỏ      | TK         | Lleyton Hewitt (3)    | T       | 6–1, 6–7(1), 6–0, 6–4   |
| 395  | Wimbledon                | Anh      | 21/6         | GS       | Ngoài trời | Cỏ      | BK         | Sébastien Grosjean    | T       | 6–2, 6–3, 7–6(6)        |
| 396  | Wimbledon                | Anh      | 21/6         | GS       | Ngoài trời | Cỏ      | Thắng (6)  | Andy Roddick          | T       | 4–6, 7–5, 7–6(3), 6–4   |
| 397  | Gstaad                   | Thụy Sĩ  | 5/7          | 250      | Ngoài trời | Đất nện | V32        | Tomas Behrend         | T       | 6–1, 6–1                |
| 398  | Gstaad                   | Thụy Sĩ  | 5/7          | 250      | Ngoài trời | Đất nện | V16        | Ivo Karlović (2)      | T       | 6–7(5), 6–3, 7–6(4)     |
| 399  | Gstaad                   | Thụy Sĩ  | 5/7          | 250      | Ngoài trời | Đất nện | TK         | Radek Štěpánek        | T       | 6–1, 5–7, 6–4           |
| 400  | Gstaad                   | Thụy Sĩ  | 5/7          | 250      | Ngoài trời | Đất nện | BK         | Potito Starace        | T       | 6–3, 3–6, 6–3           |
| 401  | Gstaad                   | Thụy Sĩ  | 5/7          | 250      | Ngoài trời | Đất nện | Thắng (7)  | Igor Andreev          | T       | 6–2, 6–3, 5–7, 6–3      |
| 402  | Canada Masters           | Canada   | 26/7         | 1000     | Ngoài trời | Cứng    | V64        | Hicham Arazi          | T       | 6–3, 7–5                |
| 403  | Canada Masters           | Canada   | 26/7         | 1000     | Ngoài trời | Cứng    | V32        | Robin Söderling       | T       | 7–5, 6–1                |
| 404  | Canada Masters           | Canada   | 26/7         | 1000     | Ngoài trời | Cứng    | V16        | Max Mirnyi            | T       | 7–6(3), 7–6(4)          |
| 405  | Canada Masters           | Canada   | 26/7         | 1000     | Ngoài trời | Cứng    | TK         | Fabrice Santoro       | T       | 7–5, 6–4                |
| 406  | Canada Masters           | Canada   | 26/7         | 1000     | Ngoài trời | Cứng    | BK         | Thomas Johansson (3)  | T       | 4–6, 6–3, 6–2           |
| 407  | Canada Masters           | Canada   | 26/7         | 1000     | Ngoài trời | Cứng    | Thắng (8)  | Andy Roddick (2)      | T       | 7–5, 6–3                |
| 408  | Cincinnati Masters       | Hoa Kỳ   | 2/8          | 1000     | Ngoài trời | Cứng    | V64        | Dominik Hrbatý        | B       | 6–1, 6–7(7), 4–6        |
| 409  | Thế vận hội Athens       | Hy Lạp   | 16/8         | OL       | Ngoài trời | Cứng    | V64        | Nikolay Davydenko (2) | T       | 6–3, 5–7, 6–1           |
| 410  | Athens Olympics          | Hy Lạp   | 16/8         | OL       | Ngoài trời | Cứng    | V32        | Tomáš Berdych         | B       | 6–4, 5–7, 5–7           |
| 411  | Giải quần vợt Mỹ Mở rộng | Hoa Kỳ   | 30/8         | GS       | Ngoài trời | Cứng    | V128       | Albert Costa          | T       | 7–5, 6–2, 6–4           |
| 412  | Giải quần vợt Mỹ Mở rộng | Hoa Kỳ   | 30/8         | GS       | Ngoài trời | Cứng    | V64        | Marcos Baghdatis      | T       | 6–2, 6–7(4), 6–3, 6–1   |
| 413  | Giải quần vợt Mỹ Mở rộng | Hoa Kỳ   | 30/8         | GS       | Ngoài trời | Cứng    | V32        | Fabrice Santoro (2)   | T       | 6–0, 6–4, 7–6(7)        |
| -    | Giải quần vợt Mỹ Mở rộng | Hoa Kỳ   | 30/8         | GS       | Ngoài trời | Cứng    | V16        | Andrei Pavel (5)      | W/O     | N/A                     |
| 414  | Giải quần vợt Mỹ Mở rộng | Hoa Kỳ   | 30/8         | GS       | Ngoài trời | Cứng    | TK         | Andre Agassi (2)      | T       | 6–3, 2–6, 7–5, 3–6, 6–3 |
| 415  | Giải quần vợt Mỹ Mở rộng | Hoa Kỳ   | 30/8         | GS       | Ngoài trời | Cứng    | BK         | Tim Henman (2)        | T       | 6–3, 6–4, 6–4           |
| 416  | Giải quần vợt Mỹ Mở rộng | Hoa Kỳ   | 30/8         | GS       | Ngoài trời | Cứng    | Thắng (9)  | Lleyton Hewitt (4)    | T       | 6–0, 7–6(3), 6–0        |
| 417  | Băng Cốc                 | Thái Lan | 27/9         | 250      | Trong nhà  | Cứng    | V32        | Nicolas Thomann       | T       | 6–4, 7–6(4)             |
| 418  | Băng Cốc                 | Thái Lan | 27/9         | 250      | Trong nhà  | Cứng    | V16        | Ivo Heuberger         | T       | 6–1, 6–3                |
| 419  | Băng Cốc                 | Thái Lan | 27/9         | 250      | Trong nhà  | Cứng    | TK         | Robin Söderling (2)   | T       | 7–6(3), 6–4             |
| 420  | Băng Cốc                 | Thái Lan | 27/9         | 250      | Trong nhà  | Cứng    | BK         | Paradorn Srichaphan   | T       | 7–5, 2–6, 6–3           |
| 421  | Băng Cốc                 | Thái Lan | 27/9         | 250      | Trong nhà  | Cứng    | Thắng (10) | Andy Roddick (3)      | T       | 6–4, 6–0                |
| 422  | Tennis Masters Cup       | Hoa Kỳ   | 15/11        | WC       | Ngoài trời | Cứng    | VB         | Gastón Gaudio (2)     | T       | 6–1, 7–6(4)             |
| 423  | Tennis Masters Cup       | Hoa Kỳ   | 15/11        | WC       | Ngoài trời | Cứng    | VB         | Lleyton Hewitt (5)    | T       | 6–3, 6–4                |
| 424  | Tennis Masters Cup       | Hoa Kỳ   | 15/11        | WC       | Ngoài trời | Cứng    | VB         | Carlos Moyá (2)       | T       | 6–3, 3–6, 6–3           |
| 425  | Tennis Masters Cup       | Hoa Kỳ   | 15/11        | WC       | Ngoài trời | Cứng    | BK         | Marat Safin (3)       | T       | 6–3, 7–6(18)            |
| 426  | Tennis Masters Cup       | Hoa Kỳ   | 15/11        | WC       | Ngoài trời | Cứng    | Thắng (11) | Lleyton Hewitt (6)    | T       | 6–3, 6–2                |

## Các thành tích trong năm

### Các trận chung kết

#### Đơn: 11 (11–0)
| Thể loại                          |
| --------------------------------- |
| Grand Slam (3–0)                  |
| ATP World Tour Finals (1–0)       |
| ATP World Tour Masters 1000 (3–0) |
| ATP World Tour 500 (1–0)          |
| ATP World Tour 250 (3–0)          |

| Danh hiệu theo mặt sân |
| ---------------------- |
| Cứng (7–0)             |
| Đất nện (2–0)          |
| Cỏ (2–0)               |

| Danh hiệu theo điều kiện |
| ------------------------ |
| Ngoài trời (10–0)        |
| Trong nhà (1–0)          |

| Kết quả | Số  | Ngày                 | Giải đấu                                               | Mặt sân          | Đối thủ         | Tỷ số                   |
| ------- | --- | -------------------- | ------------------------------------------------------ | ---------------- | --------------- | ----------------------- |
| Vô địch | 12. | 1 tháng 2 năm 2004   | Úc Mở rộng, Úc                                         | Cứng             | Marat Safin     | 7–6(7–3), 6–4, 6–2      |
| Vô địch | 13. | 7 tháng 3 năm 2004   | Dubai Tennis Championships, UAE (2)                    | Cứng             | Feliciano López | 4–6, 6–1, 6–2           |
| Vô địch | 14. | 21 tháng 3 năm 2004  | Indian Wells Masters, Hoa Kỳ                           | Cứng             | Tim Henman      | 6–3, 6–3                |
| Vô địch | 15. | 16 tháng 5 năm 2004  | Hamburg Masters, Đức (2)                               | Đất nện          | Guillermo Coria | 4–6, 6–4, 6–2, 6–3      |
| Vô địch | 16. | 13 tháng 6 năm 2004  | Halle Open, Đức (2)                                    | Cỏ               | Mardy Fish      | 6–0, 6–3                |
| Vô địch | 17. | 4 tháng 7 năm 2004   | Wimbledon, Vương quốc Liên hiệp Anh và Bắc Ireland (2) | Cỏ               | Andy Roddick    | 4–6, 7–5, 7–6(7–3), 6–4 |
| Vô địch | 18. | 11 tháng 7 năm 2004  | Swiss Open, Thụy Sĩ                                    | Đất nện          | Igor Andreev    | 6–2, 6–3, 5–7, 6–3      |
| Vô địch | 19. | 1 tháng 8 năm 2004   | Canada Open, Canada                                    | Cứng             | Andy Roddick    | 7–5, 6–3                |
| Vô địch | 20. | 12 tháng 9 năm 2004  | Mỹ Mở rộng, Hoa Kỳ                                     | Cứng             | Lleyton Hewitt  | 6–0, 7–6(7–3), 6–0      |
| Vô địch | 21. | 3 tháng 10 năm 2004  | Thailand Open, Thái Lan                                | Cứng (trong nhà) | Andy Roddick    | 6–4, 6–0                |
| Vô địch | 22. | 21 tháng 11 năm 2004 | Tennis Masters Cup, Hoa Kỳ (2)                         | Cứng             | Lleyton Hewitt  | 6–3, 6–2                |

## Tiền thưởng
| Giải đấu                                   | Tiền thưởng | Tổng số    |
| ------------------------------------------ | ----------- | ---------- |
| Giải quần vợt Úc Mở rộng                   | $915,960    | $915,960   |
| Giải quần vợt Úc Mở rộng (đôi)             | $3,587      | $919,547   |
| ABN AMRO World Tennis Tournament           | $23,740     | $943,287   |
| Dubai Duty Free Tennis Championships       | $187,500    | $1,130,787 |
| Pacific Life Open                          | $421,600    | $1,552,387 |
| Pacific Life Open (đôi)                    | $3,675      | $1,556,062 |
| NASDAQ-100 Open                            | $19,730     | $1,575,792 |
| Internazionali BNL d'Italia                | $15,000     | $1,590,792 |
| Internazionali BNL d'Italia (đôi)          | $3,800      | $1,594,592 |
| Hamburg Masters                            | $400,000    | $1,994,592 |
| Giải quần vợt Pháp Mở rộng                 | $42,313     | $2,036,905 |
| Gerry Weber Open                           | $113,000    | $2,149,905 |
| Gerry Weber Open (đôi)                     | $1,000      | $2,150,905 |
| Giải quần vợt Wimbledon                    | $1,107,817  | $3,258,722 |
| Allianz Suisse Open Gstaad                 | $76,500     | $3,335,222 |
| Rogers AT&T Cup                            | $410,500    | $3,745,722 |
| Western & Southern Financial Group Masters | $7,500      | $3,753,222 |
| Giải quần vợt Mỹ Mở rộng                   | $1,000,000  | $4,753,222 |
| Thailand Open                              | $76,500     | $4,829,722 |
| Thailand Open (đôi)                        | $7,825      | $4,837,547 |
| Tennis Masters Cup                         | $1,520,000  | $6,357,547 |
|                                            |             | $6,357,547 |